# Holzbach (dopływ Wied koło Döttesfeld)
Holzbach – niewielka rzeka w Niemczech, dopływ Wied w Nadrenii Palatynacie, o długości ok. 44 km.
Źródła Holzbach znajdują się w okolicach Hartenfels.
Przepływa przez Hartenfels, Herschbach, Freirachdorf, Marienhausen, Dierdorf, Raubach, Puderbach i Döttesfeld.